# Антинорманізм
Антинорманізм — це рух історичного ревізіонізму, який виступає проти найбільш поширеного наративу про епоху вікінгів у Східній Європі та стосується походження України і Білорусі та їх історичної попередниці — Київської Русі . У центрі розбіжностей перебуває етнічна група русь, як вважається скандинавського походження, що прибула до Східної Європи у VIII—IX століттях.

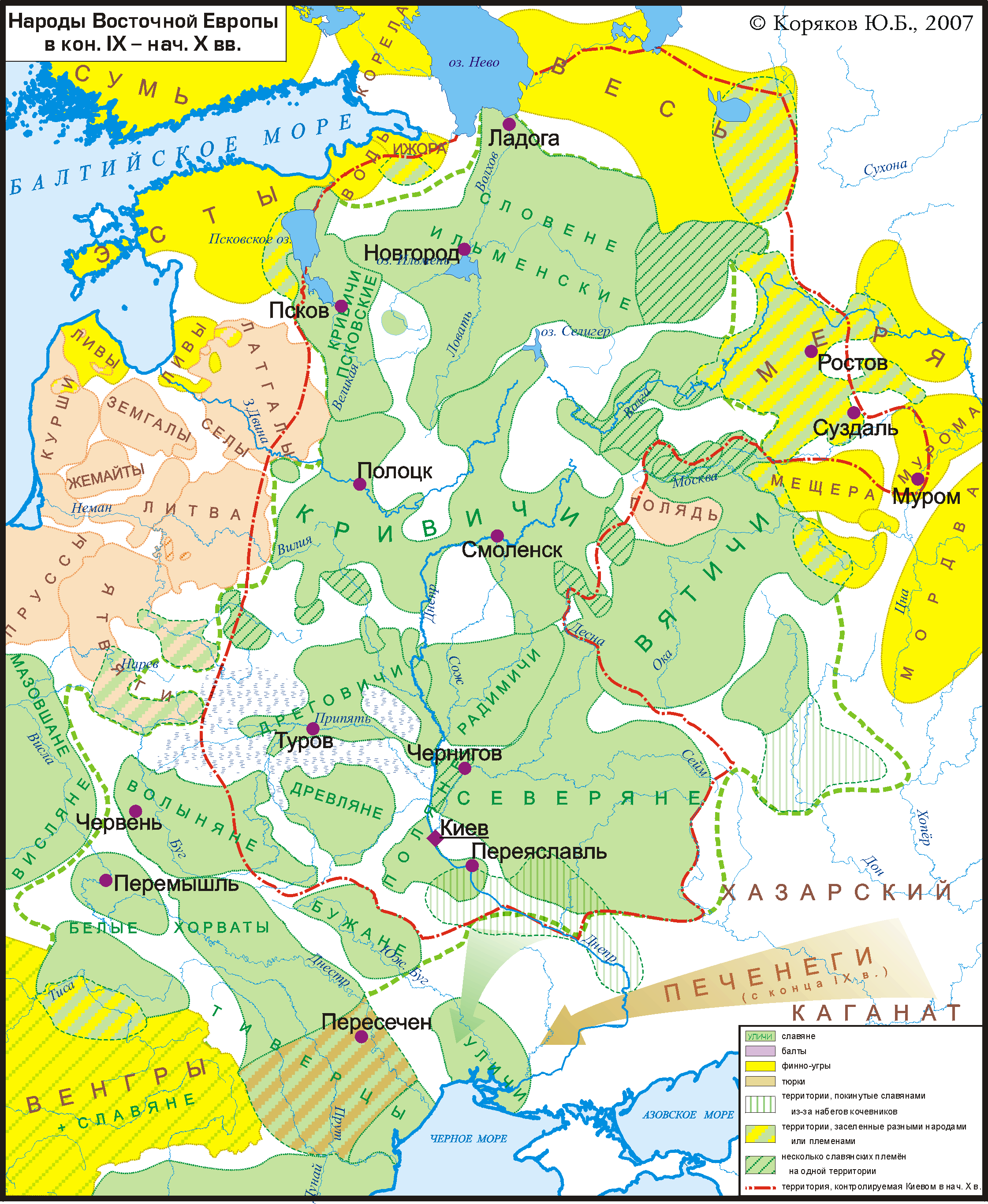
Хоч ця мапа є доволі деталізованою, на ній відстуні численні скандинавські поселення.скандинавські поселення.

Походження Київської Русі є відомим спірним питанням і пов'язане з її передбачуваною важливістю для легітимації націотворення, імперіалізму та рухів за незалежність у слов’яномовному світі, а також для легітимації різних політичних відносин між східно- та західноєвропейськими країнами. Скандинави, які вирушили з території сучасної Швеції водними шляхами Східної Європи, займають важливе місце в історії країн Балтії, Скандинавії, Польщі та Візантійської імперії . Вони особливо важливі в історіографії та історії культури Білорусі та України, але також фігурували в історії Польщі. Тим не менш, суперечка зосереджувалася навколо того, чи на розвиток Київської Русі вплинули неслов’янські мігранти — вікінги (цю ідею характеризують як «норманську теорію»), чи народ Київської Русі виник виключно в результаті автохтонного слов’янського політичного розвитку, (відома як «антинорманська теорія»).